# Leptomenoides placidior
Leptomenoides placidior är en stekelart som beskrevs av Giordani Soika 1961. Leptomenoides placidior ingår i släktet Leptomenoides och familjen Eumenidae. Inga underarter finns listade i Catalogue of Life.